# Alessio Rovera

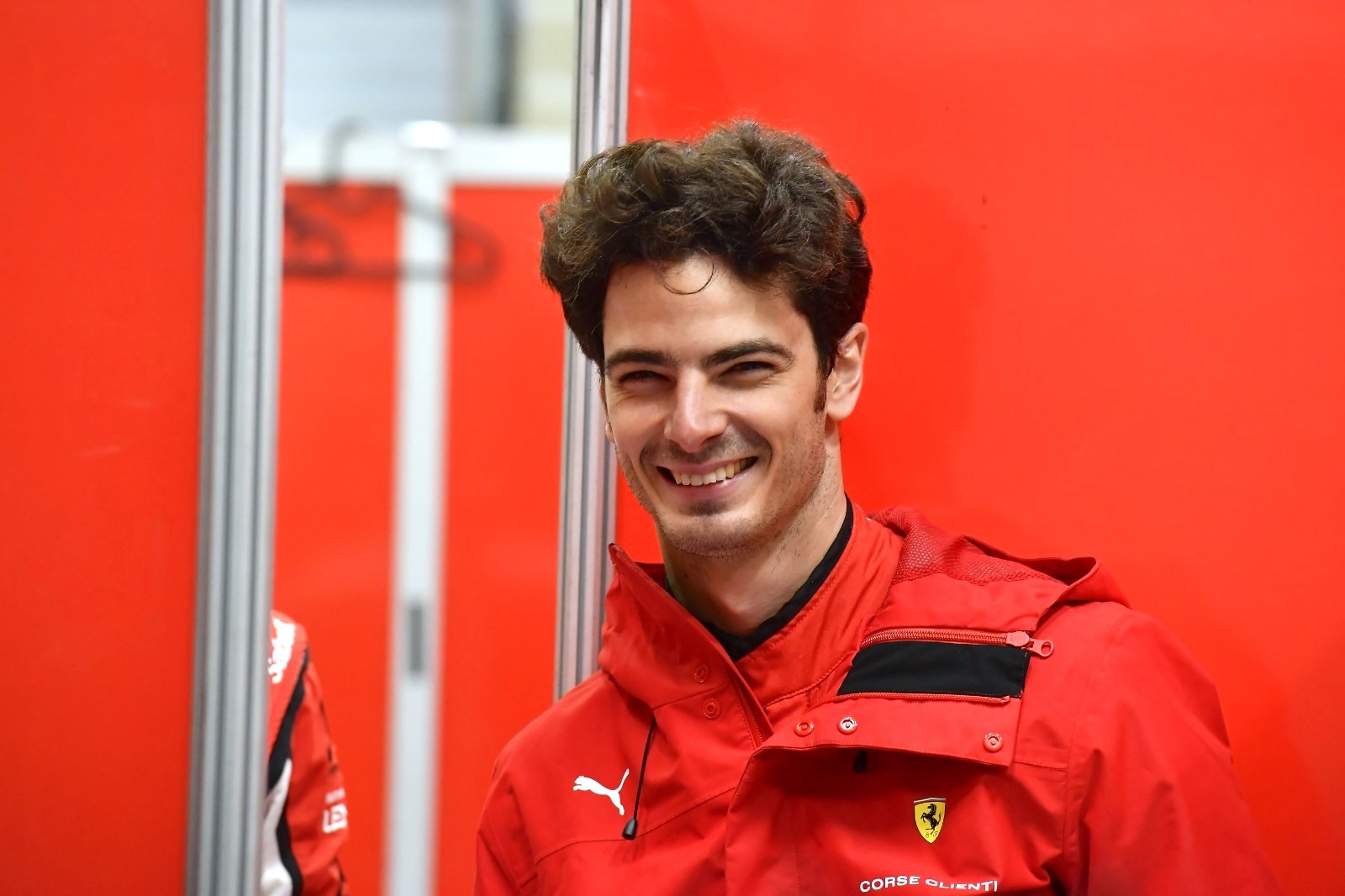
Alessio Rovera 2022

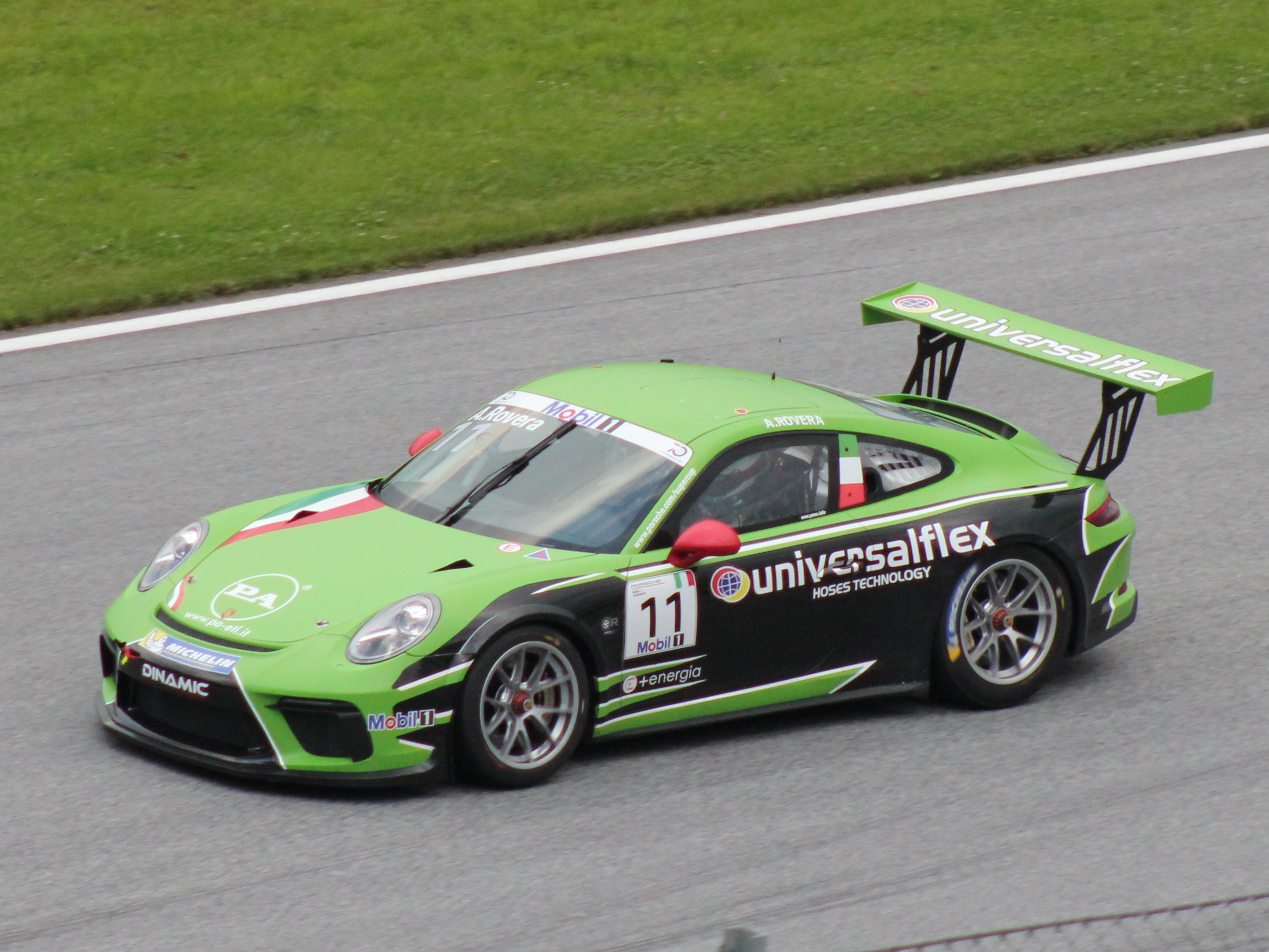
Alessio Rovera 2018 beim Porsche-Supercup-Rennen auf dem Red Bull Ring

Alessio Rovera (* 22. Juni 1995 in Varese) ist ein italienischer Autorennfahrer.

## Karriere als Rennfahrer

### Monopostosport
Rovera stieg nach Anfängen in italienischen Monoposto-Nachwuchs-Rennformeln 2014 in den Formel Renault Eurocup ein und ging dort für Cram Motorsport an den Start. Mit 65 Meisterschaftspunkten und drei Podiumsplatzierungen beendete er die Rennsaison an der sechsten Stelle der Endwertung (Meister Nyck de Vries vor Charles Leclerc und Matewos Issaakjan). Nach einem Jahr in der spanischen Formel-3-Meisterschaft wechselte er 2016 in den Porsche Carrera Cup.

### GT-Rennen
Von Beginn war Rovera in dieser Rennserie erfolgreich. Nach einem dritten Rang in der italienischen Meisterschaft 2016 gewann er 2017 diese Meisterschaft. Es folgten ein dritter Schlussrang in der französischen Meisterschaft 2018 und die Vize-Meisterschaft im Porsche Carrera Cup Frankreich 2018. Ab 2019 startete er in der italienischen GT-Meisterschaft, wo er 2019 und 2020 die Gesamtwertung der GT3-Klasse gewann.

## Statistik

### Le-Mans-Ergebnisse
| Jahr | Team                   | Fahrzeug            | Teamkollege        | Teamkollege      | Platzierung             | Ausfallgrund |
| ---- | ---------------------- | ------------------- | ------------------ | ---------------- | ----------------------- | ------------ |
| 2021 | AF Corse               | Ferrari 488 GTE Evo | Nicklas Nielsen    | François Perrodo | Rang 25 und Klassensieg |              |
| 2022 | AF Corse               | Oreca 07            | Nicklas Nielsen    | François Perrodo | Rang 24                 |              |
| 2023 | Richard Mille AF Corse | Ferrari 488 GTE Evo | Luís Pérez Companc | Lilou Wadoux     | Ausfall                 | Unfall       |
| 2024 | Vista AF Corse         | Ferrari 296 GT3     | François Hériau    | Simon Mann       | Rang 33                 |              |
| 2025 | Vista AF Corse         | Ferrari 296 GT3     | François Hériau    | Simon Mann       | Rang 34                 |              |

### Sebring-Ergebnisse
| Jahr | Team                 | Fahrzeug        | Teamkollege      | Teamkollege     | Platzierung | Ausfallgrund |
| ---- | -------------------- | --------------- | ---------------- | --------------- | ----------- | ------------ |
| 2023 | Triarsi Competizione | Ferrari 296 GT3 | Charlie Scardina | Onofrio Triarsi | Ausfall     | Kühler       |
| 2024 | Triarsi Competizione | Ferrari 296 GT3 | Charlie Scardina | Onofrio Triarsi | Rang 42     |              |
| 2025 | Triarsi Competizione | Ferrari 296 GT3 | Charlie Scardina | Onofrio Triarsi | Ausfall     | Unfall       |

### Einzelergebnisse in der FIA-Langstrecken-Weltmeisterschaft
| Saison | Team     | Rennwagen       | 1   | 2   | 3   | 4   | 5   | 6   | 7   | 8   |
| ------ | -------- | --------------- | --- | --- | --- | --- | --- | --- | --- | --- |
| 2021   | AF Corse | Ferrari 488 GTE | SPA | POR | MON | LEM | BAH | BAH |     |     |
| 2021   | AF Corse | Ferrari 488 GTE | 20  | 28  | 19  | 25  | 22  | 19  |     |     |
| 2022   | AF Corse | Oreca 07        | SEB | SPA | LEM | MON | FUJ | BAH |     |     |
| 2022   | AF Corse | Oreca 07        | 12  | 15  | 24  | 12  | 14  | 14  |     |     |
| 2023   | AF Corse | Ferrari 488 GTE | SEB | POR | SPA | LEM | MON | FUJ | BAH |     |
| 2023   | AF Corse | Ferrari 488 GTE | DNF | 22  | 20  | DNF | 27  | 31  | 30  |     |
| 2024   | AF Corse | Ferrari 296 GT3 | KAT | IMO | SPA | LEM | SAO | AUS | FUJ | BAH |
| 2024   | AF Corse | Ferrari 296 GT3 | 22  | 21  | 28  | 33  | 24  | 25  | 18  | 15  |
| 2025   | AF Corse | Ferrari 296 GT3 | KAT | IMO | SPA | LEM | SAO | AUS | FUJ | BAH |
| 2025   | AF Corse | Ferrari 296 GT3 | 22  | DNF | 15  | 34  | 30  |     |     |     |